# Porcelánka Thun
Porcelánka Thun (oficiální název Thun 1794 a.s.) je v současné době nejstarší a největší český výrobce porcelánu. Do roku 2023 fungovala ve třech provozovnách – Nová Role, Klášterec nad Ohří, Concordia-Lesov. Výrobní program vychází z více než dvousetleté tradice výroby porcelánu v Čechách a nabízí užitkový či hotelový porcelán, speciální varný program, porcelán pro děti, ale také zakázkové zboží pro velké mezinárodní řetězce a exkluzivní a limitované série. Jedná se o tzv. tvrdý porcelán s vypalovací teplotou 1 405 °C, čímž se odlišuje od jiných evropských výrobců. Zboží je dodáváno do více než 50 zemí světa a porcelán značky Thun se používá také například na Pražském hradě nebo na velvyslanectvích.
Společnosti se podařilo přežít energetickou krizi, kdy počátkem dvacátých let 21. století skokově vzrostly ceny plynu nezbytného pro výrobu porcelánu. Potýká se ale s masivním snížením poptávky po spotřebním zboží, proto byla nucena ukončit provoz v závodu v Klášterci nad Ohří a nově se orientuje také na výrobky určené pro gastronomický provoz.
Porcelánka Thun pravidelně pořádá v Karlových Varech ve spolupráci s Grandhotelem Pupp Porcelánové slavnosti. V roce 2023 se v Česku prodalo 46 procent produkce, 21 procent bylo exportováno do zemí Evropské unie, 14 procent šlo do zemí bývalého Společenství nezávislých států a zbývajících 19 procent do ostatních zemí po celém světě. V Evropě se porcelán Thun těší oblibě především ve Švédsku, Itálii a Velké Británii.

## Historie

### Klášterec nad Ohří
Firmu v Klášterci nad Ohří založil roku 1794 hrabě František Josef z Thun-Hohensteinu a vrchní ředitel thunovského panství Johann Nikolaus Weber. Ten se neúspěšně pokusil v provizorní peci v zámecké sala terreně o několik výpalů, ale úspěšný byl teprve po postavení nové kruhové pece mimo zámecké prostory. Nejstarší dochovaný zkušební kus porcelánu, šálek s nápisem Vivat Böhmen, pochází z výpalu ze dne 15. září 1794 a od té doby se datuje začátek výroby porcelánu v Čechách.
Roku 1797 si továrnu pronajal podnikatel Christian Nonne, který již úspěšně provozoval jiné evropské porcelánky. Zavedl profesionální řízení podniku, upustil od využívání místního kaolinu a začal odebírat kvalitnější kaolin z okolí Kadaně. Během šesti let jeho působení se výrazně zlepšila kvalita a zvýšil objem všech výrobků.
Počátkem 19. století se původní název porcelánky změnil na Knížecí Thunská továrna a současně se změnila značka porcelánu z původního písmene „K“ s parohy na písmena „TK“. V roce 1895 přibyla nad tuto značku ještě korunka. Porcelánka se od počátku zaměřila na výrobu stolního nádobí, v roce 1836 získala na výstavě českých průmyslových výrobků v Praze bronzovou medaili za jídelní soupravu pro 12 osob. V polovině 19. století v továrně pracovalo asi 100 zaměstnanců a její obrat byl 30 000 – 36 000 zlatých ročně. Vyráběly se zde stolní soupravy, konvice, konvičky na mléko, cukřenky, vázy, svícny, popelníky a stojany na doutníky. Od roku 1843, kdy továrna získala povolení pro zřízení tiskárny, mohl být porcelán zdoben také tištěným dekorem.
Za nejúspěšnější období klášterecké porcelánky je považována druhá polovina 19. století, období po nástupu ředitele Karla Veniera, kdy došlo k velké reorganizaci podniku, dalšímu zkvalitnění porcelánu a zvýšení počtu zaměstnanců. Vedoucí malíř byl vyslán do Vídně naučit se nejnovější technologie malby. V roce 1854 získala porcelánka na Všeobecné průmyslové výstavě v Mnichově zlatou medaili za velkou, technicky náročnou čtyřlaločnou mísu. V té době vznikly nové členité tvary nádob v  druhorokokovém slohu s bohatou plastickou výzdobou, malbou a zlacením a podnik zavedl také figurální tvorbu, kterou vytvářel zejména sochař Arnošt Popp. Koncem 19. století patřila továrna k největším výrobcům porcelánu v Čechách i v zahraničí, měla 660 zaměstnanců, sedm pecí na pálení keramiky a 22 pecí na vypalování dekorů. Kolem roku 1870 začala jako první v Čechách s výrobou takzvaných cibuláků podle míšeňských vzorů.
Porcelánka zůstala majetkem rodiny Thunů i v náročných válečných a meziválečných letech. Značka TK byla po roce 1918 doplněna o nápisy „Thun“ a „Czechoslovakia“. Během první světové války došlo k poklesu výroby a porcelánka se dostala do problémů, kterým se snažila čelit modernizací podniku. V té době se továrna jmenovala Thunská továrna na porcelán (Thun´sche Porzellanfabrik). K dalšímu poklesu výroby došlo během hospodářské krize ve 30. letech 20. století a další potíže následovaly koncem druhé světové války v roce 1944, kdy vypukl v továrně velký požár.

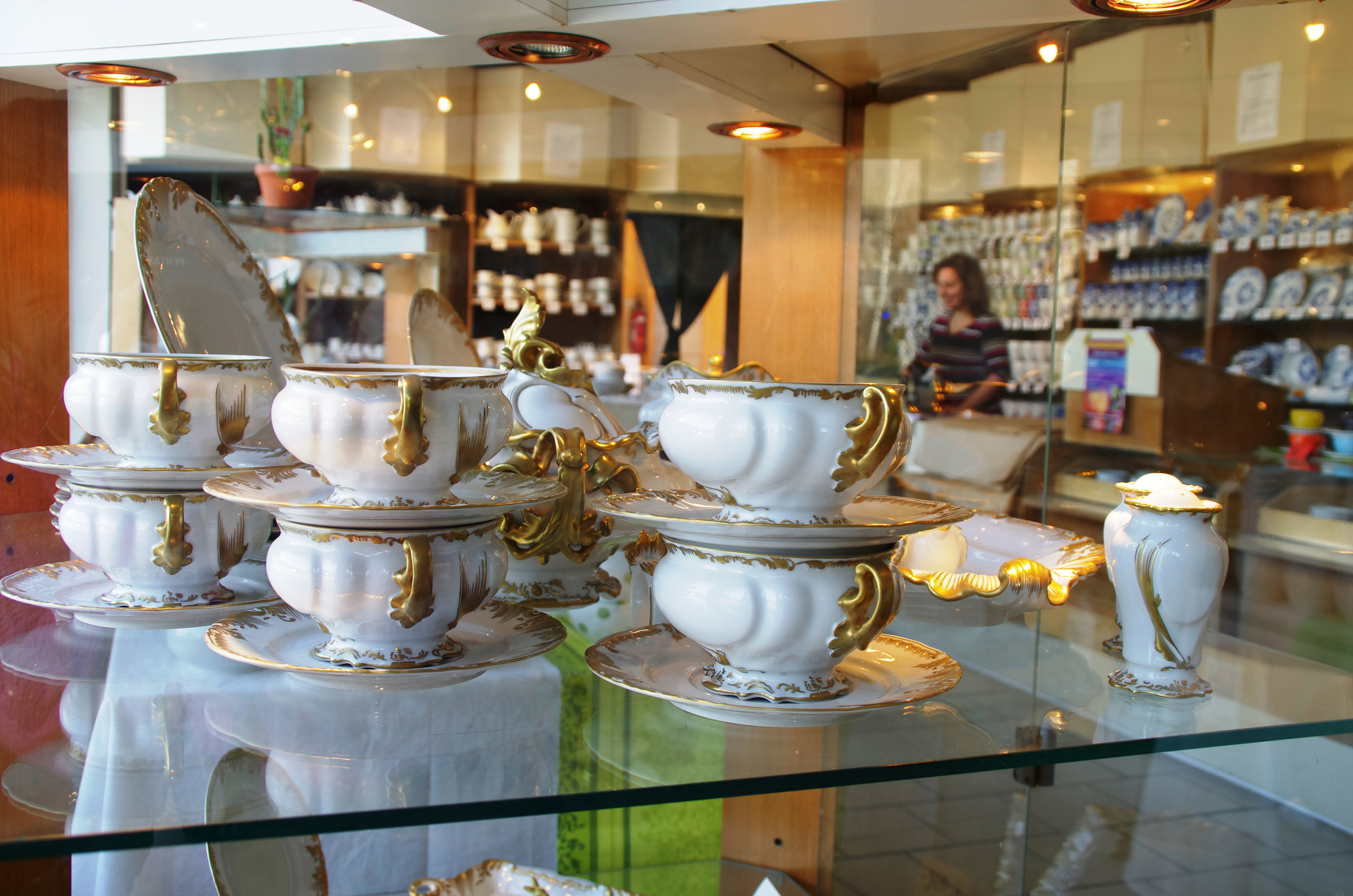
Podniková prodejna v Klášterci nad Ohří v roce 2015

V roce 1945 byla porcelánka znárodněna a vznikl národní podnik Thunská továrna na porcelán se sídlem v Karlových Varech. Pod tento národní podnik spadaly také další porcelánky v Lesově, Jakubově, Ostrově, Kysiblu a Stružné a v letech 1948–1949 také porcelánka v Lubenci. Od roku 1958 byla společnost začleněna do národního podniku Karlovarský porcelán.
V sedmdesátých letech 20. století byla výrobna přesunuta do nových prostor. V bývalé provozovně se v roce 1974 natáčel kultovní snímek Holky z porcelánu. Některé původní budovy byly odstraněny kvůli stavbě silnice a demolici neunikla ani původní kruhová pec z roku 1794. Zbylé budovy byly zbourány v roce 2002. Výroba porcelánu v kláštereckém závodě byla v září 2023 ukončena. Převzaly ji závody v Nové Roli a Lesově, jejichž polotovary se v Klášterci nadále dekorovaly, pálily a balily. V roce 2024 se společnost Thun 1794 rozhodla kvůli dlouhodobým ztrátám a snižující se poptávce provoz klášterecké porcelánky definitivně ukončit. Porcelán z kláštereckého závodu je součástí sbírek Muzea porcelánu.

### Concordia Lesov
Výrobnu založil v roce 1888 Ernst Máder jako manufakturu na výrobu kameniny, kterou v roce 1904 přestavěl na porcelánku. Později továrnu koupili sourozenci Löwovi, kteří začali používat název Concordia. Vyráběl se zde stolní a dekorační porcelán, například servisy na čaj nebo kávu či hrnečky na čokoládu. Od roku 1933 do konce druhé světové války si továrnu pronajala bavorská společnost Winterling, která ji provozovala pod názvem Melitawerke.
V roce 1945 byla továrna znárodněna a sloučena s porcelánkou PULS v Ostrově nad Ohří, která ale byla po čtyřech letech uzavřena. Lesovský závod pokračoval ve výrobě a v roce 1958 se stal součástí národního podniku Karlovarský porcelánn. V devadesátých letech 20. století se Concordia stala součástí společnosti Porcela Plus, kterou však postihly v roce 2008 ekonomické potíže. V roce 2009 krachující podnik včetně technologických zařízení a ochranné známky zakoupila společnost Thun 1794. Používá ochrannou známku LC a Thun Hotel & Restaurant a vyrábí zde luxusní porcelán s ručním zdobením.

### Nová Role
Závod byl založen v roce 1921 jako Keramické závody a. s. Bohemia a produkce zahrnovala jídelní, kávové a čajové servisy, hrnky, hotelový porcelán a také dekorační zboží jako vázy a dózy. V roce 1945 byla továrna znárodněna a v roce 1958 se stala součástí národního podniku Karlovarský porcelán jako závod Nová Role (později Nová Role II.). V šedesátých letech 20. století vznikla v Nové Roli moderní porcelánka s názvem Nová Role I., která vyráběla pod značkou Bohemia velmi kvalitní jídelní a nápojový porcelán a produkci vyvážela i do zahraničí.
Podnik byl v roce 1994 zprivatizován a stal se součástí společnosti Thun Karlovarský porcelán. V roce 2008 prošla společnost insolvencí a o rok později závod zakoupila nově vzniklá společnost Thun 1794 a Nová Role se stala sídlem celé společnosti. Zároveň došlo ke změně výrobní náplně, v areálu společnosti je umístěn i provoz, servis a výroba sítotisku. Společnost zakoupila i práva k ochranným známkám a svou výrobou tak navázala na tradici výroby porcelánu starou více než 220 let. Závod je vybaven moderními technologickými zařízeními a kapacita výroby je 3 500 – 4 000 tun ročně. Vyrábí užitkový a hotelový porcelán, který nabízí v bílém i v dekorovaném provedení pod ochrannou známkou Thun 1794 a Thun Hotel & Restaurant.